# Умнугобітур (аеропорт)
Аеропорт Умнугобітур (англ. Umnugobitour — аеропорт, розташований за 31 км від центра міста Даланзадгад (Монголія). Код IATA: UGT
Аеропорт приймає тільки внутрішні рейси тільки однієї компанії
.